# Monte Alto (kommun)
Monte Alto är en kommun i Brasilien.   Den ligger i delstaten São Paulo, i den sydöstra delen av landet, 600 km söder om huvudstaden Brasília. Antalet invånare är 46 647.
Följande samhällen finns i Monte Alto:
- Monte Alto

Omgivningarna runt Monte Alto är en mosaik av jordbruksmark och naturlig växtlighet. Runt Monte Alto är det ganska glesbefolkat, med 42 invånare per kvadratkilometer.